# صالح كرامة
صالح كرامة كاتب وممثل ومخرج مسرحي وسينمائي إماراتي من مواليد أبوظبي سنة 1961 . من مؤسسي مسرح أبوظبي 1977 ، أول من أخرج فيلماً إماراتياً طويلاً. ترأس مسابقة «أفلام الإمارات» التي تقام ضمن فعاليات مهرجان أبوظبي السينمائي في دورته 2012، - كتب وأخرج العديد من الأفلام أبرزها: «ما تبقى» الذي فاز بجائزة التحكيم في مسابقة الإمارات في العام 2003 وجائزة أفضل فيلم قصير في مهرجان الدار البيضاء الدولي في العام 2007، وقام بكتابة وإخراج عدد من الأفلام، منها الفيلم الطويل «حنه» الذي فاز بجائزة مهرجان الشرق الأوسط الدولي في أبوظبي في العام 2008، وكتب كرامة العامري سيناريو الفيلم الروائي الطويل «عربة الروح» الذي أخرجه البريطاني كونراد كلارك وتم تصويره في الصين، وقد فاز بجائزة الصدفة الذهبية في مهرجان سان سباستيان السينمائي الدولي. على صعيد المسرح: فاز بجائزة أفضل كاتب عربي عن مسرحيته «حاول مرة أخرى» في مهرجان المسرح العربي في القاهرة في العام 2007. فوزه للمرة الرابعة بمسابقة التأليف المسرحي، التي نظمتها دائرة الثقافة والإعلام في الشارقة عن مسرحيته «الأول مكرر»